# Perfect (Darin)
Perfect är en låt utgiven av Darin Zanyar 2006. Låten finns i hans album Break the News.